# 9e cérémonie des Golden Globes
La 9e cérémonie des Golden Globes a eu lieu le 21 février 1952 au nightclub Ciro's (en) à West Hollywood, elle récompense les films diffusés en 1951 et les professionnels s'étant distingués cette année-là.

## Palmarès

### Meilleur film dramatique
- Une place au soleil (A Place in the Sun)
  - La Nouvelle Aurore (Bright Victory)
  - Histoire de détective (Detective Story)
  - Quo vadis (Quo Vadis)
  - Un tramway nommé Désir (A Streetcar Named Desire)

### Meilleur acteur dans un film dramatique
- Fredric March pour le rôle de Willy Loman dans Mort d'un commis voyageur (Death Of a Salesman)
  - Kirk Douglas pour le rôle de James McLeod dans Histoire de détective (Detective Story)
  - Arthur Kennedy pour le rôle de Larry Nevins dans La Nouvelle Aurore (Bright Victory)

### Meilleure actrice dans un film dramatique
- Jane Wyman pour le rôle de  Louise Mason dans La Femme au voile bleu (The Blue Veil)
  - Vivien Leigh pour le rôle de Blanche DuBois dans Un tramway nommé Désir (A Streetcar Named Desire)
  - Shelley Winters pour le rôle de Alice Tripp dans Une place au soleil (A Place in the Sun)

### Meilleur film musical ou comédie
- Un Américain à Paris (An American in Paris)

### Meilleur acteur dans un film musical ou une comédie
- Danny Kaye pour le rôle de Jack Martin / Henri Duran dans Sur la Riviera (On the Riviera)
  - Bing Crosby pour le rôle de Pete Garvey dans Si l'on mariait papa (Here Comes the Groom)
  - Gene Kelly pour le rôle de Jerry Mulligan dans Un Américain à Paris (An American in Paris)

### Meilleure actrice dans un film musical ou une comédie
Récompense décernée au préalable
- June Allyson pour son rôle de Cynthia Potter dans L'Âge d'aimer (Too Young to Kiss)

### Meilleur acteur dans un second rôle
- Peter Ustinov pour le rôle de Néron dans Quo vadis (Quo Vadis)

### Meilleure actrice dans un second rôle
- Kim Hunter pour son rôle de Stella Kowalski dans Un tramway nommé Désir (A Streetcar Named Desire)
  - Lee Grant pour son rôle de la voleuse à l'étalage dans Histoire de détective (Detective Story)
  - Thelma Ritter pour son rôle d'Ellen dans La Mère du marié (The Mating Season)

### Meilleur réalisateur
- Laslo Benedek pour Mort d'un commis voyageur (Death Of a Salesman)
  - Vincente Minnelli pour Un Américain à Paris (An American in Paris)
  - George Stevens pour Une place au soleil (A Place in the Sun)

### Meilleur scénario
- Robert Buckner pour La Nouvelle Aurore (Bright Victory)

### Meilleure musique de film
- Les Amants de Capri (September Affair) composée par Victor Young
  - Le Puits (The Well)  composée par Dimitri Tiomkin
  - Le Jour où la Terre s'arrêta (The Day the Earth Stood Still) composée par Bernard Herrmann